# Centro de Tradições Gaúchas
Um Centro de Tradições Gaúchas (CTG) é uma sociedade civil sem fins lucrativos, que buscam divulgar as tradições e o folclore da cultura gaúcha tal como foi codificada e registrada por folcloristas reconhecidos pelo movimento.
São entidades tradicionalistas que cultivam a cultura e os costumes do estado do Rio Grande do Sul no Brasil e no mundo através de atividades associativas e recreativas, guiadas pelos mesmos princípios e normas de ação, mas espalhadas em células que podem encontrar-se em qualquer território mesmo fora do estado.
Visam à integração social dos seus participantes, os tradicionalistas, ao resgate e à preservação dos costumes dos gaúchos, através da dança, do churrasco e do esporte. Existem muitos Centros de Tradições Gaúchas no Brasil que vão de norte a sul do pais, cerca de 1 300, além de entidades estabelecidas no exterior, que somam 16 instituições.

## O primeiro CTG

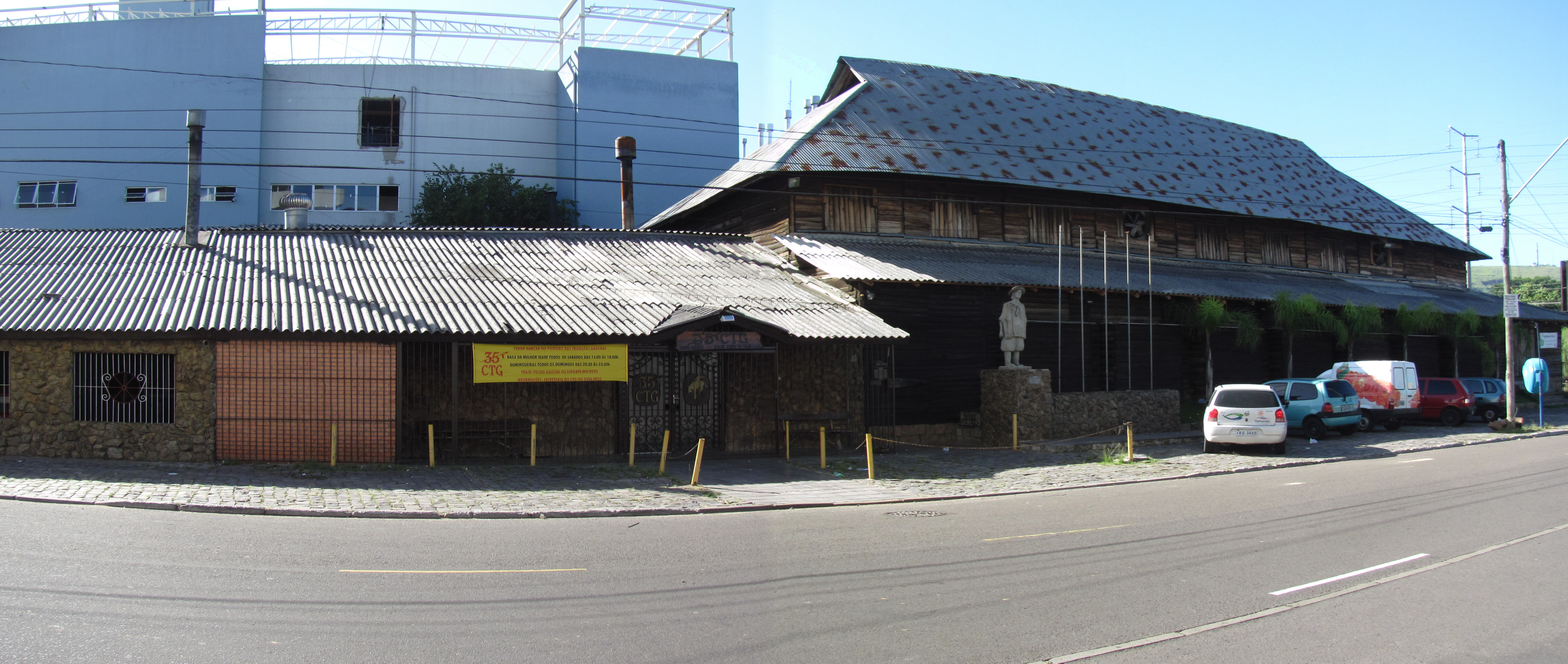
Fachada do 35 CTG

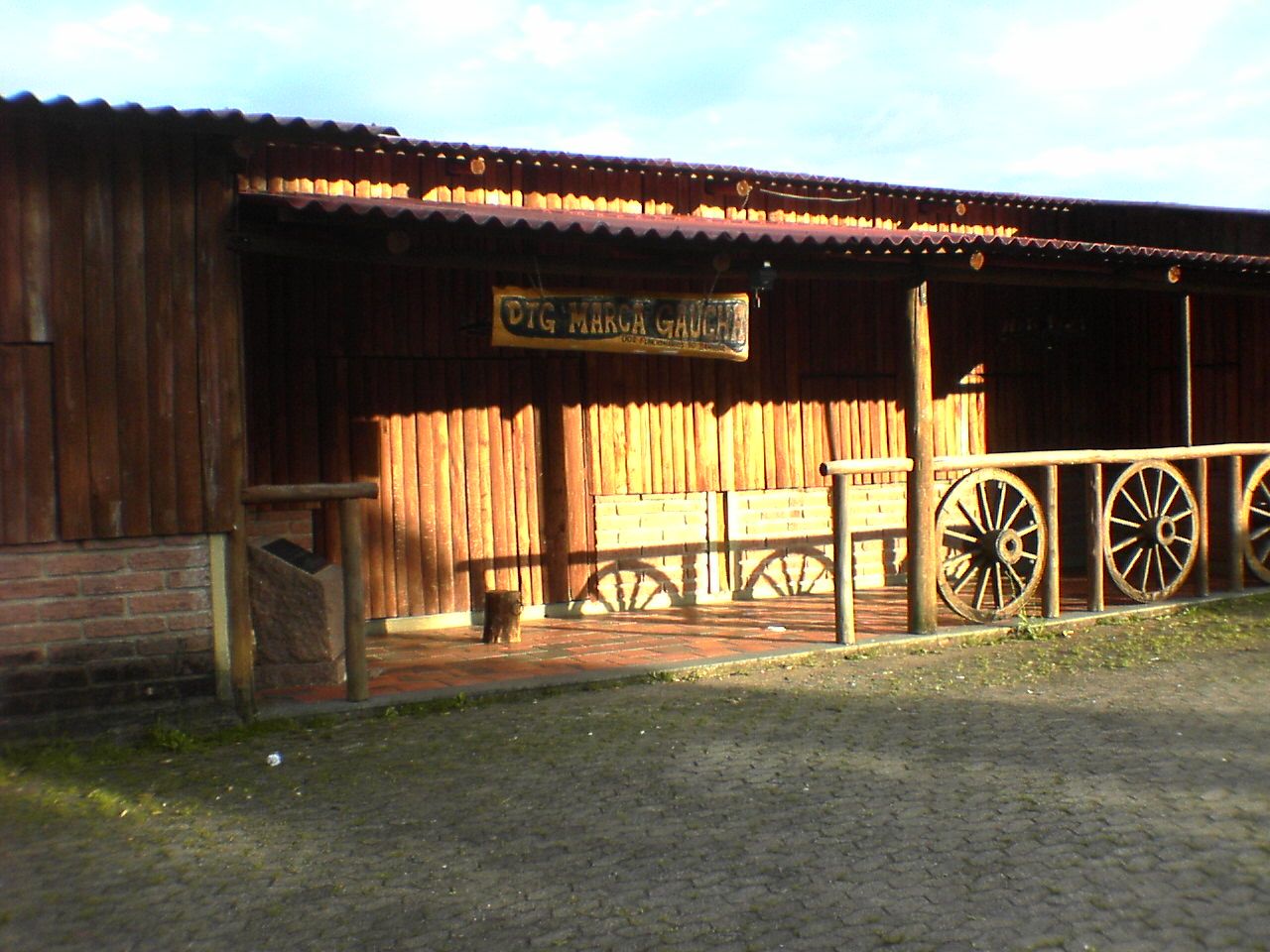
O Departamento de Tradições Gaúchas do Banrisul.

O primeiro CTG fundado oficialmente no Brasil foi o "35 CTG", na cidade de Porto Alegre no dia 24 de abril de 1948. Teve origem a partir da primeira ronda crioula, quando Barbosa Lessa, Wilmar Santana, Glaucus Saraiva, Flávio Krebs, Ivo Sanguinetti, Fernando Machado Vieira, Cyro Dutra e Paixão Cortes, que formavam o grupo dos oito.

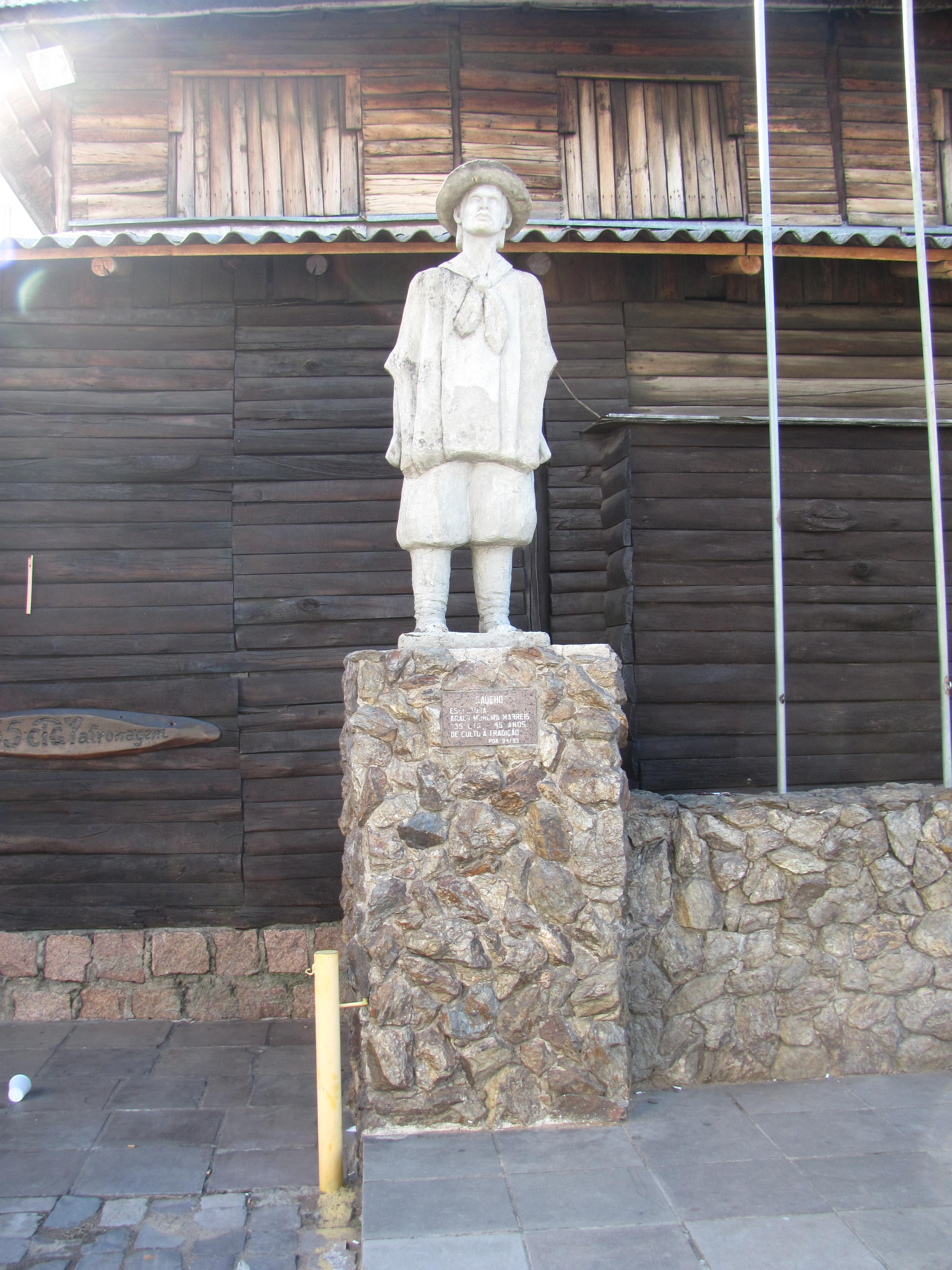
Estátua do "Gaúcho"

Também é reconhecida como a primeira entidade tradicionalista gaúcha a "União Gaúcha João Simões Lopes Neto" fundada em 1899 em Pelotas.

## DTG
Diferente do CTG, um Departamento de Tradições Gaúchas (DTG) é ligado a alguma instituição.